# Zoologischer Garten Berlin
De Zoologischer Garten Berlin, kortweg Zoo Berlin, is een dierentuin in het centrum van Berlijn bij Bahnhof Zoologischer Garten. De dierentuin is 35 hectare groot, en is de soortenrijkste ter wereld. Er wordt nauw samengewerkt met het in het oosten van de stad gelegen Tierpark Berlin Friedrichsfelde. De Zoo Berlin is een van de oudste dierentuinen ter wereld.

## Geschiedenis

### Oprichting en beginjaren
In het jaar 1841 gaf de Pruisische koning Frederik Willem IV zijn fazanterie en de op het Pauweneiland gehouden dieren aan de inwoners van Berlijn. Aanleiding was het aandringen van professor M.H. Lichtenstein, de directeur van het Zoologisches Museum.
De nieuwe dierentuin werd op 1 augustus 1844 geopend als Zoologischer Garten bei Berlin omdat hij destijds aan de rand van Berlijn lag. Het was de eerste dierentuin van Duitsland en de negende dierentuin in Europa.
De eerste 25 jaar waren moeizaam en economisch niet heel erg succesvol. De Zoologischer Garten werd geleid door een commissie die behalve professor Liechtenstein bestond uit ontdekkingsreiziger en bioloog Alexander von Humboldt en de tuin- en landschapsarchitect Peter Joseph Lenné. De opvolger van de in 1857 gestorven Liechtenstein was professor W.K.H. Peters; ook voor hem was het directeurschap een bijbaan. Echt bergopwaarts ging het pas toen Dr. H. Bodinus in 1869 directeur werd. Hij had daarvoor al de Zoo Köln geleid. Onder zijn bewind ging het financieel beter en er konden nieuwe dierenhuizen worden gebouwd, waardoor het aantal dieren kon toenemen waarna ook de bezoekersaantallen groeiden. De Berlijnse architecten Ende en Bockmann gaven veel verblijven een exotisch uiterlijk, waarbij het uiterlijk van het verblijf verwees naar de omgeving waar het dier vandaan kwam. Voorbeeld is het Antilopenhaus uit 1871, dat gebouwd is in een Afrikaanse stijl.

### Late negentiende eeuw en vroege twintigste eeuw

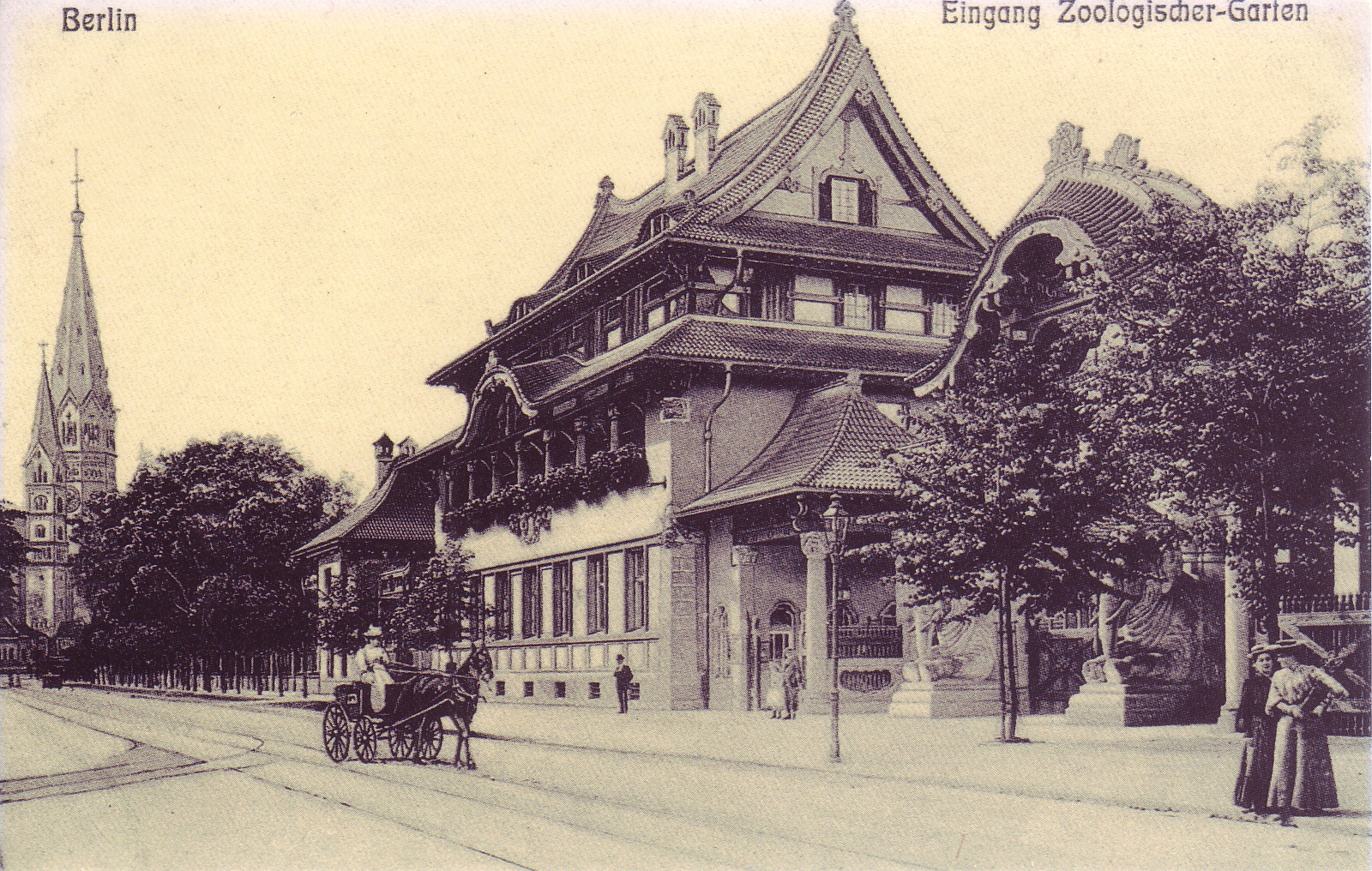
De Zoologischer Garten in 1900

Toen in 1884 Bodinus stierf kwam er aan de vooruitgang een voorlopig einde. De dierenarts Dr. M. Schmidt nam de leiding over na eerst 25 jaar directeur van de Zoo Frankfurt te zijn geweest. Wat hij tot zijn dood in 1888 heeft gedaan was vooral het financieel gestel verbeteren. Zijn opvolger was de 28-jarige dr. Ludwig Heck, die daarvoor directeur van de Zoo Köln was. Onder zijn leiding werden onder andere het steltvogelhuis, het struisvogelhuis, het apenhuis, het paardenhuis en het zwijnenhuis gebouwd, maar ook de ingang aan de Budapester Straße. Onder de leiding van Dr. Heck groeide de dierentuin uit tot een van de soortenrijkste ter wereld. Na 44 jaar gaf hij de taken over aan zijn zoon Lutz Heck, die overal waar mogelijk de tralies verving door natuurlijke barrières volgens de ideeën van Carl Hagenbeck. Onder zijn leiding werden de nu nog bestaande Bergtierfelsen, Affenfelsen, Löwensteppe en de verblijven voor de wolven en beren gebouwd.
Na het aan de macht komen van Adolf Hitler werd gedurende de jaren 30 de raad van toezicht gezuiverd van Joden en werden Joodse aandeelhouders uitgesloten. Vanaf 1939 mochten Joden de zoo niet meer bezoeken.

### Tweede Wereldoorlog
In 1938 bezat de Zoologischer Garten 2.519 vogels van 926 soorten en 1.196 zoogdieren van 385 soorten. Bij het aanbreken van de Tweede Wereldoorlog werden meerdere dieren geëvacueerd naar dierentuinen elders in het Duitse Rijk, waarvan enkel een giraf zou terugkeren. Gedurende geallieerde luchtbombardementen op Berlijn werd de dierentuin meermaals geraakt door bommen. In het bijzonder de bombardementen van 22 en 23 november 1943 richtten enorme schade aan. Gedurende een kwartier tijd werd op 22 november 30% van de dierenpopulatie gedood, evenals diverse gebouwen, waaronder de olifantenpagode. De volgende dag werd het aquariumgebouw door een voltreffer volledig verwoest. Na tot dusver de gehele oorlog geopend geweest te zijn, werd de zoo op 22 april 1945 gesloten. Vanaf die dag lag de dierentuin ononderbroken onder artillerievuur van het Rode Leger. Gedurende de strijd om de naast de dierentuin gelegen luchtdoelgeschutbunker, de Flakturm, sneuvelden opnieuw veel dieren en een dierenoppasser. Op 30 april kwamen de gevechten in de dierentuin ten einde. De zoo was zwaar beschadigd en na de oorlog zou slechts een deel van de gebouwen in oude glorie hersteld worden. Volgens een telling van 31 mei 1945 hadden slechts 91 dieren de slag overleefd, waaronder de olifantenstier Siam en het legendarische mannetjesnijlpaard Knautschke, dat op 29 mei 1943 in de zoo geboren was en na de oorlog een grote publiekstrekker was. Al op 1 juli 1945 werd de Berlijnse zoo heropend.

### Naoorlogse periode
Na het einde van de oorlog nam dr. Katharina Heinroth de leiding over. Zij nam zich voor de Zoologischer Garten weer op te knappen ondanks geld- en materiaaltekort. Het aquarium werd stukje bij beetje weer in gebruik genomen. Helemaal nieuw waren het in 1954-1955 gebouwde olifantenverblijf en het in 1956 gebouwde nijlpaardenverblijf. In 1956 ging Heinroth met pensioen. Haar opvolger werd dr. H.G. Klös. Zijn doel was het de dierentuin planmatig weer op te bouwen en door vergroting van het dierbestand en het boeken van fokresultaten de dierentuin weer dezelfde naam geven als voorheen. Een groot deel van de huidige gebouwen en verblijven gaat terug op zijn 35-jarige diensttijd. Voorbeelden van in zijn diensttijd gebouwde verblijven/gebouwen zijn: het apenverblijf, het vogelverblijf, het roofdierenverblijf en de nachtdierafdeling, de grote berenverblijven en de aanbouw aan het aquarium. Ook werden vele gebouwen gerenoveerd en werd er een stuk land aangekocht aan de overzijde van het Landwehrkanal dat grenst aan het Tiergarten en de Ambassade van Spanje. Veel gebouwen die vernietigd waren werden aan de hand van foto's weer opgebouwd.
Door grote maatregelen werd het waardevolle eikenbestand behouden. Ook de basis van vele fokgroepen werd in deze tijd gelegd. Voorbeelden zijn de fokgroepen van de zwarte neushoorns, gaurs, bongo's, babiroesa's, witlippekari's, przewalskipaarden en vele primaten en vogels. Op 31 augustus 1992 ging Dr. Klös met pensioen. Zijn opvolger werd dr. H. Frädich. Onder zijn diensttijd die tot 4 juli 2002 duurde werden o.a. het nijlpaardenhuis en de verblijven voor pinguïns gebouwd. Ook werd het Siamese runderenhuis weer gerenoveerd en werden de zeezoogdierenverblijven gemoderniseerd. Zijn opvolger werd dr. J. Lange, die daarvoor het Aquarium geleid had. In zijn termijn werden de condorvolière en het beer-wolfverblijf gebouwd. De belangrijkste bezigheden in deze periode waren echter het opknappen van het olifantenhuis, de bergdierenverblijven, de fazanterie, het antilopenhuis, de nachtdierafdeling en de adelaarsrotsen.
Na de pensionering van dr. J. Lange in begin 2007, nam dr. B. Blaszkiewitz de leiding over. Hij was daarvoor directeur van Tierpark Friedrichsfelde, de andere Berlijnse dierentuin.

## Dierhuizen en verblijven

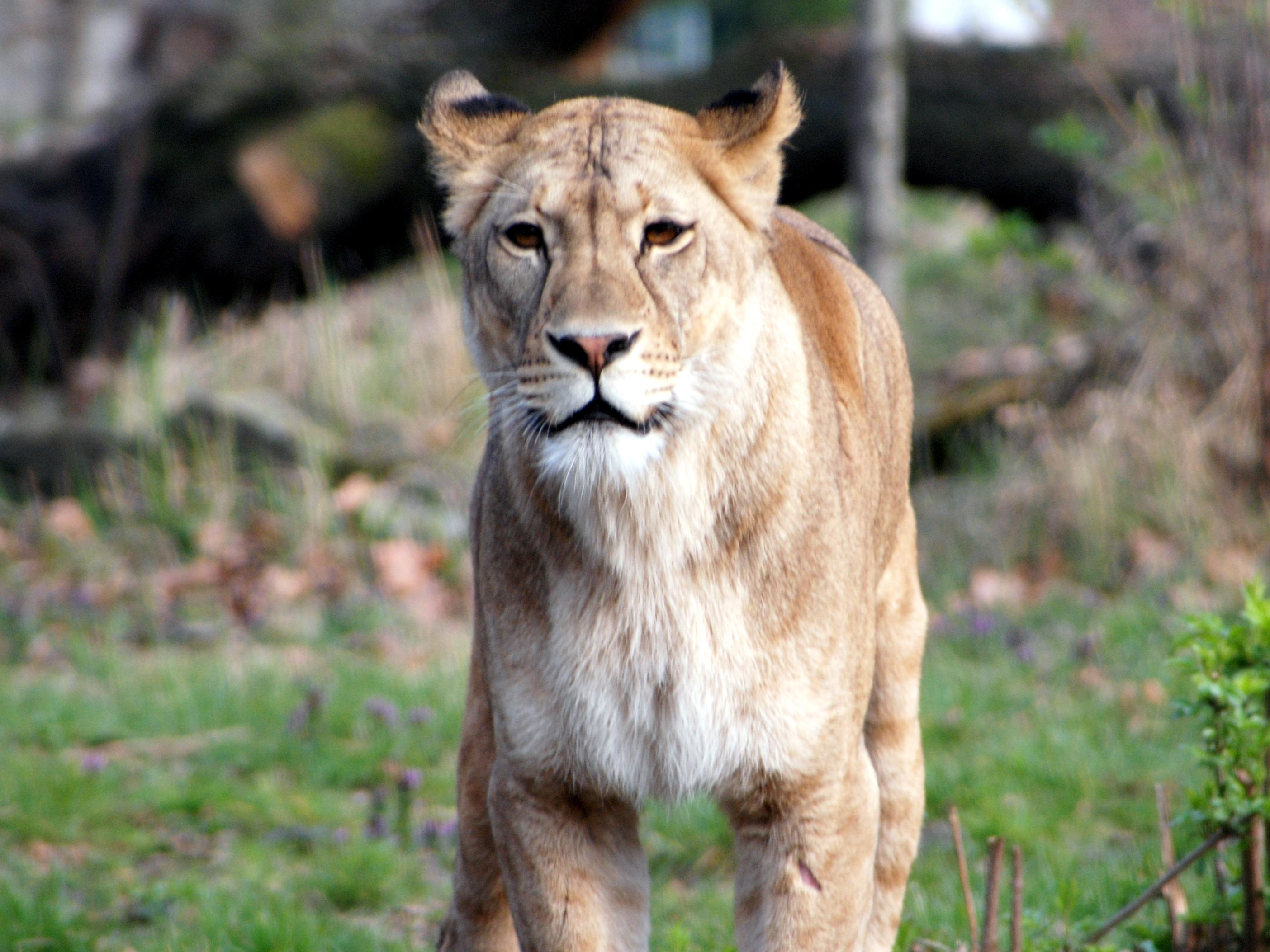
Leeuw

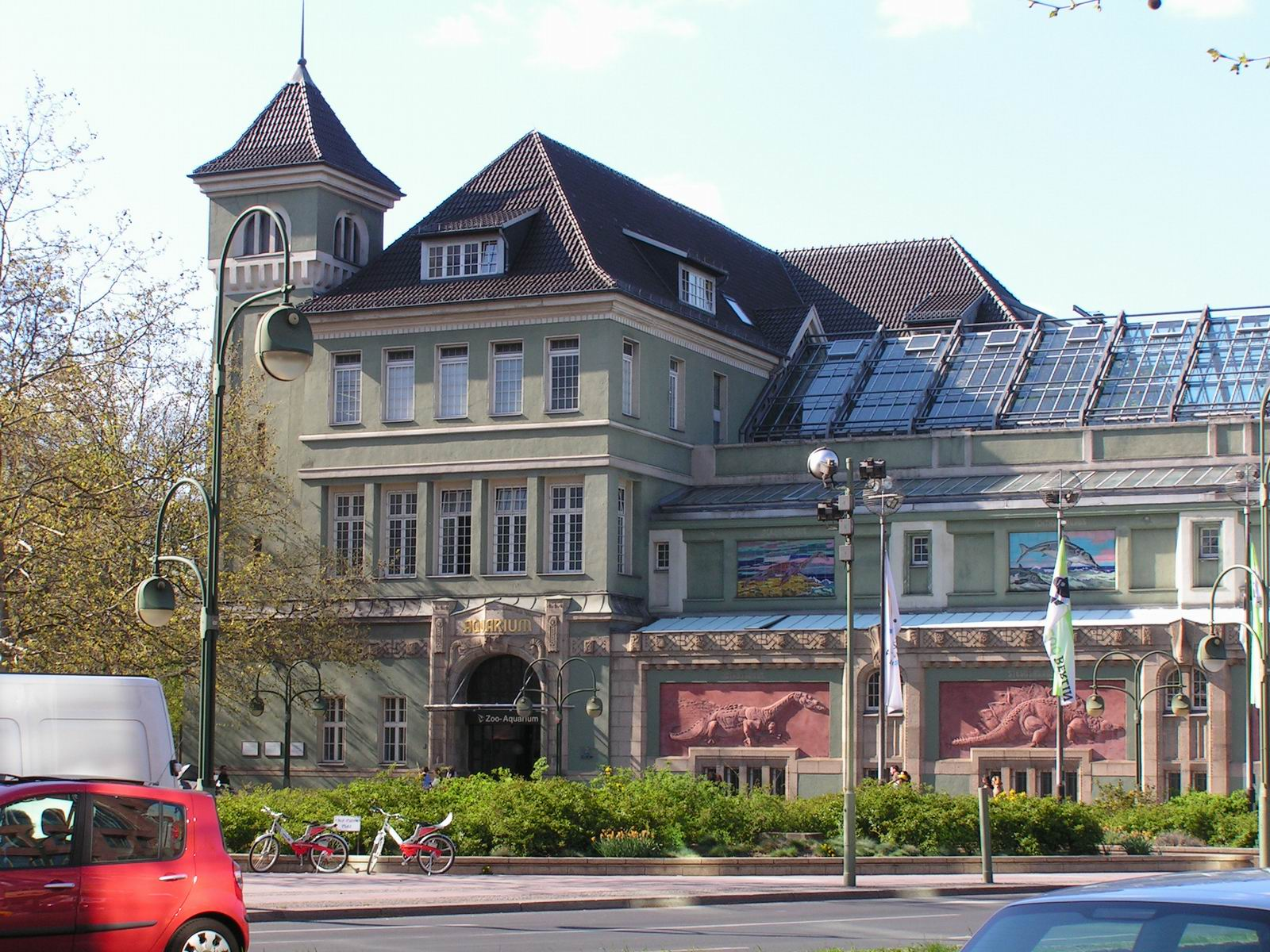
Aquarium

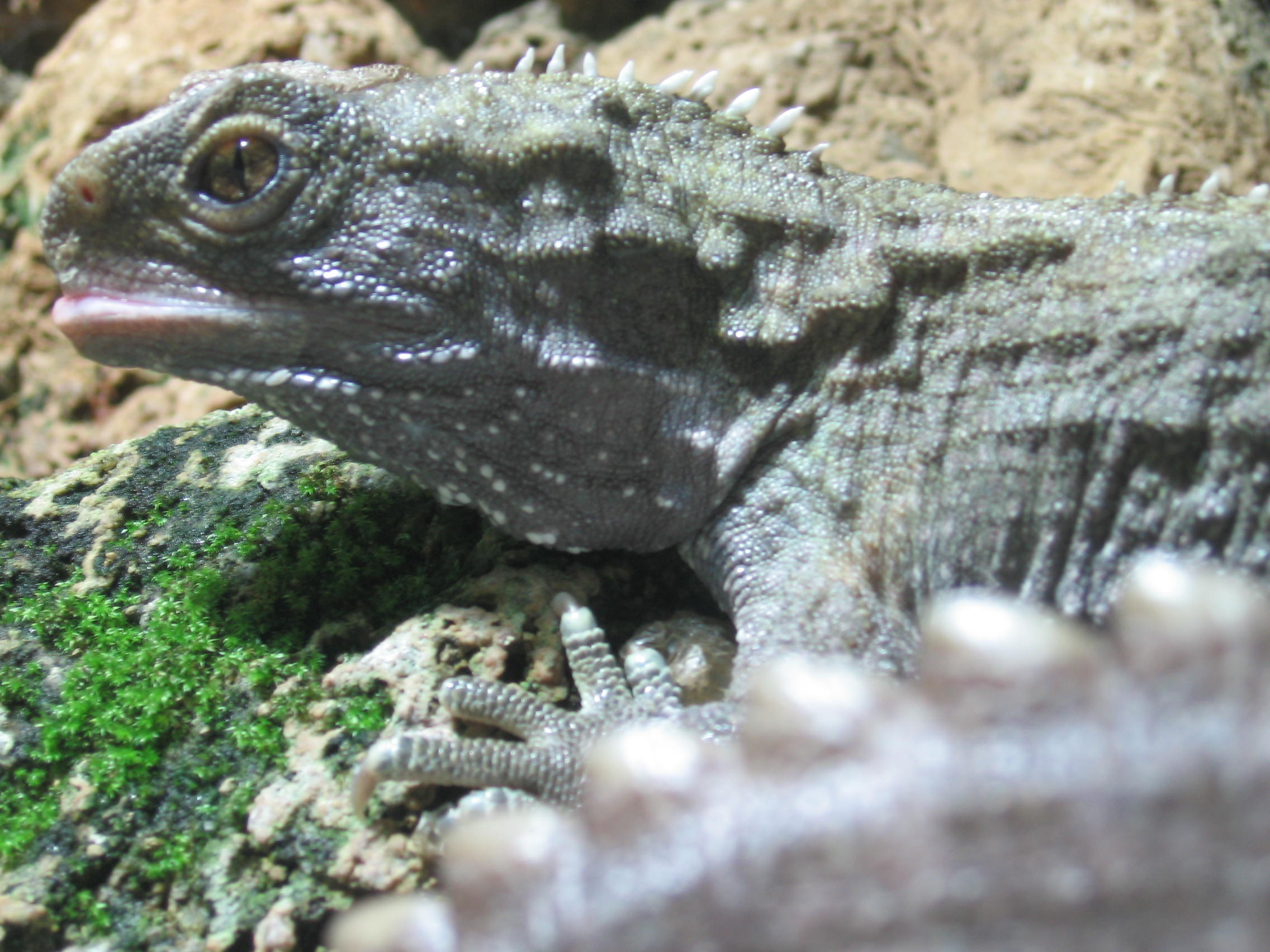
brughagedis

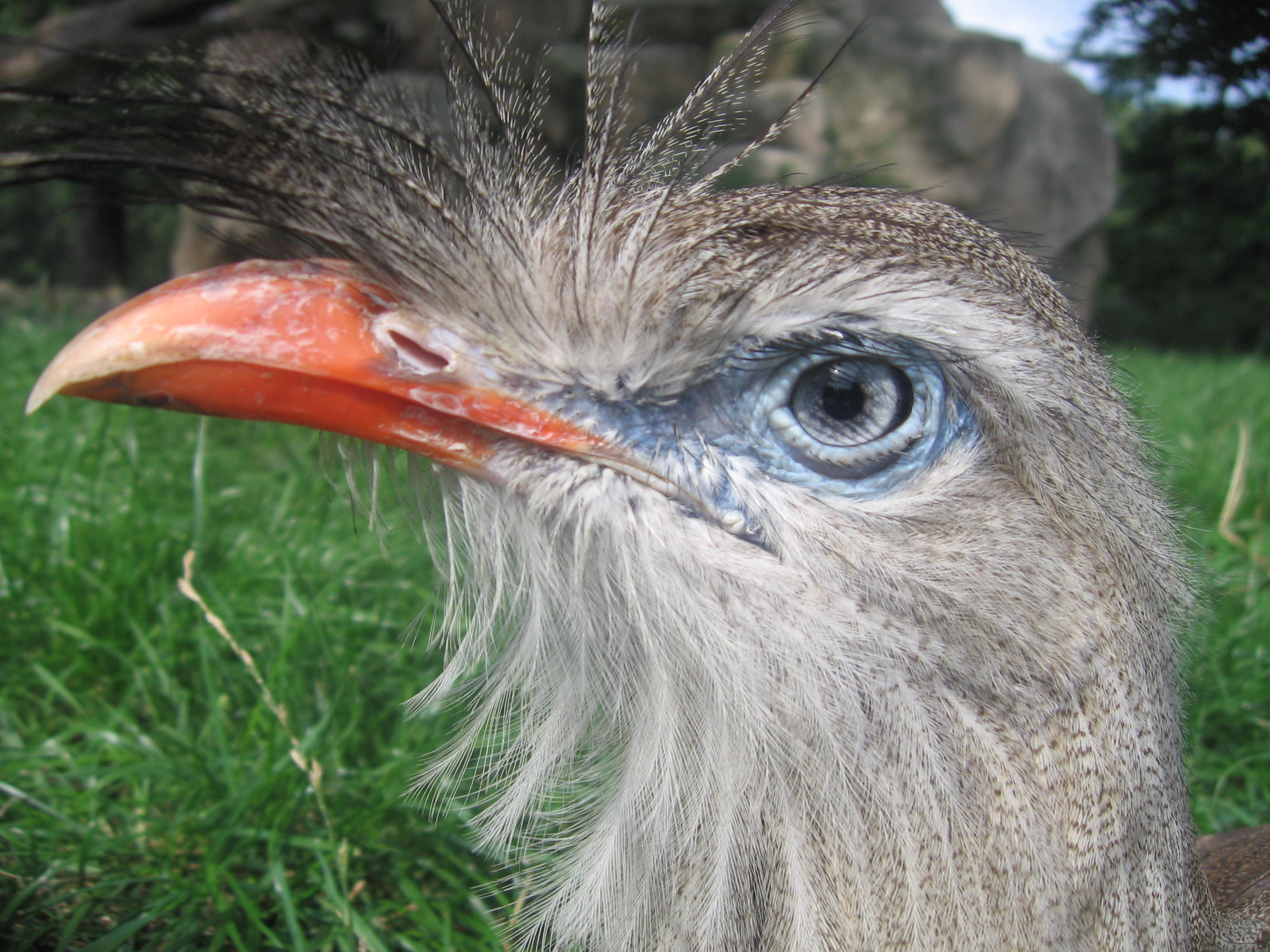
kuifseriema

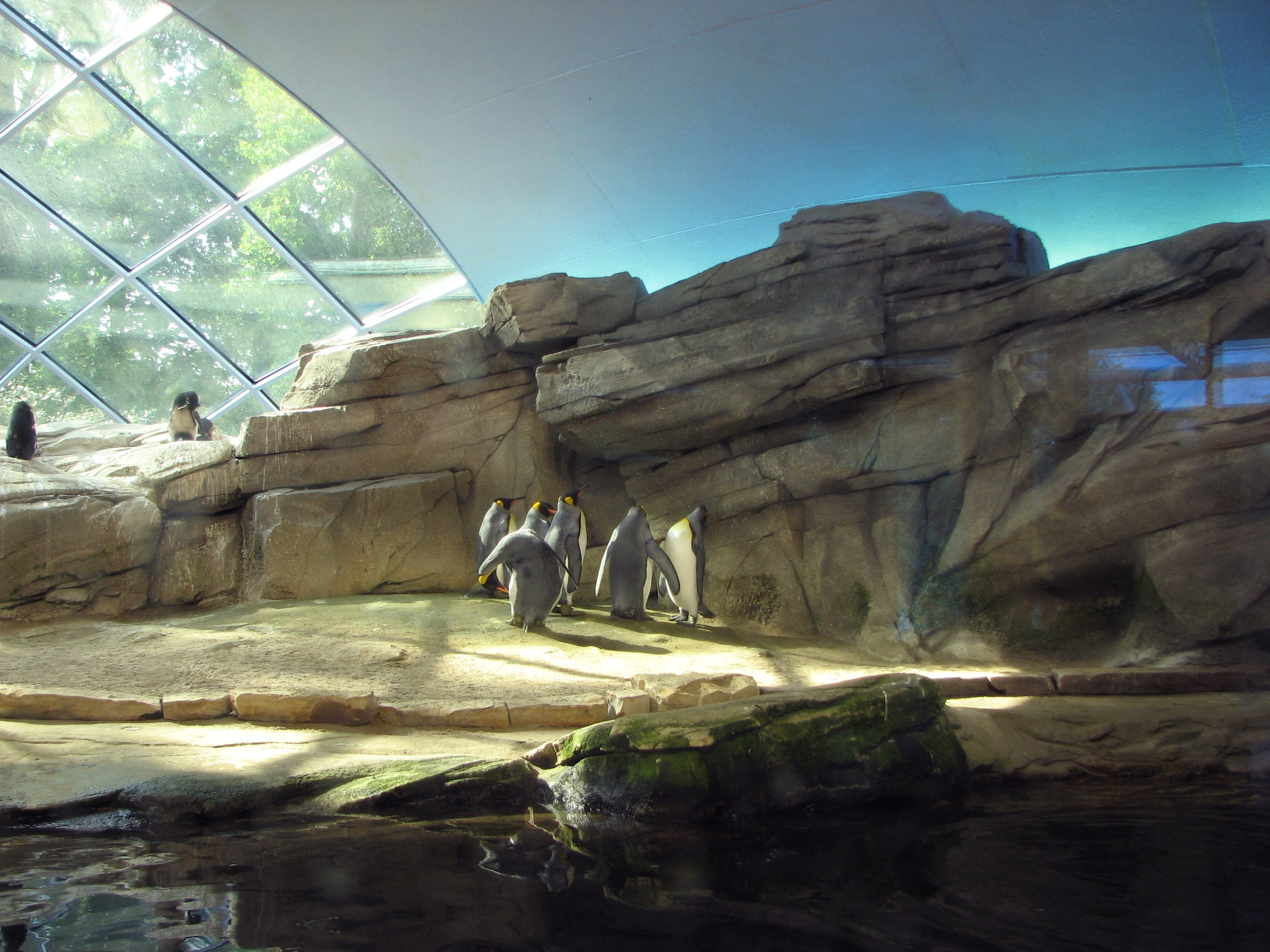
Penguinarium

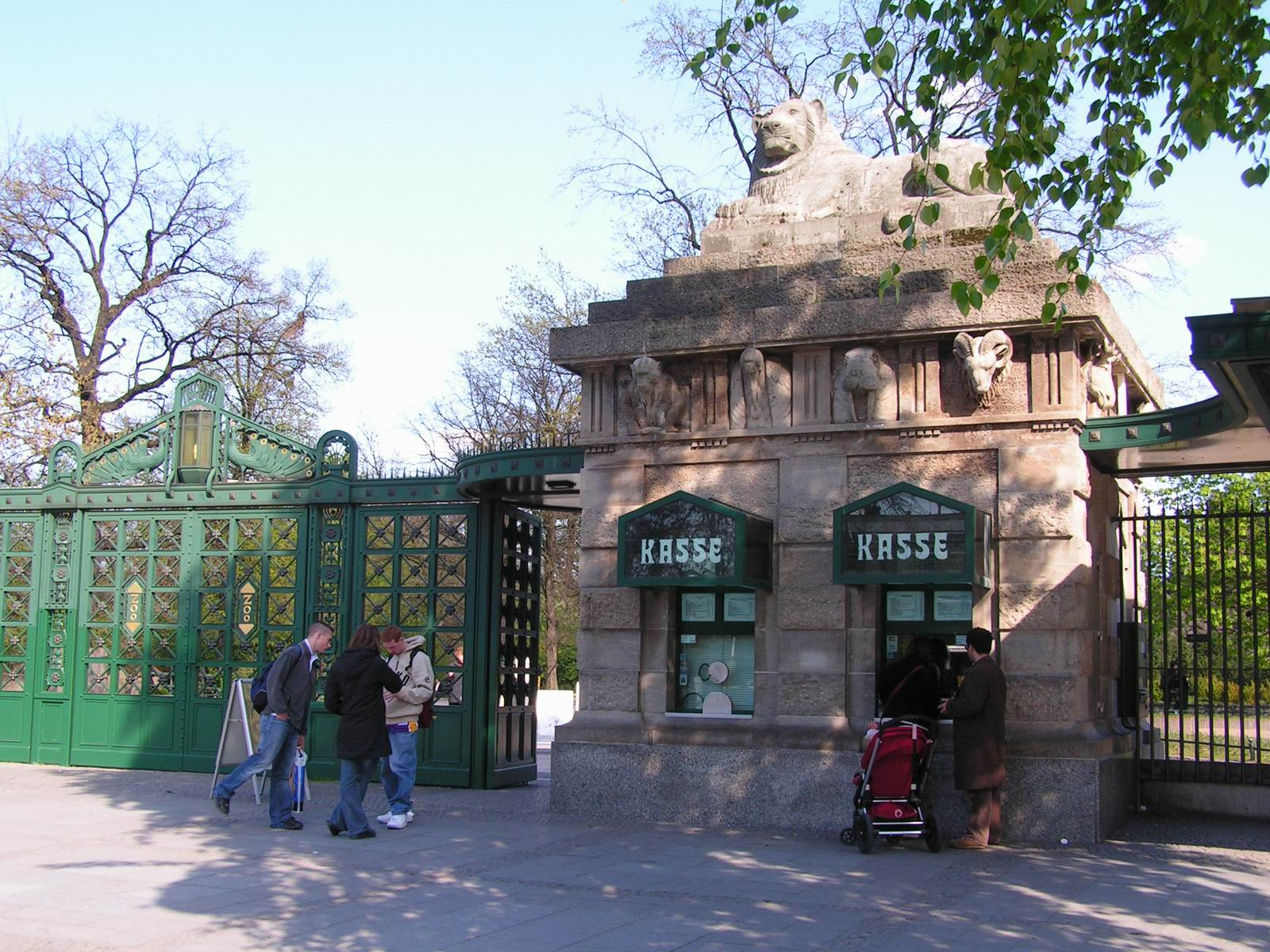
De Löwentor aan de Hardenbergplatz

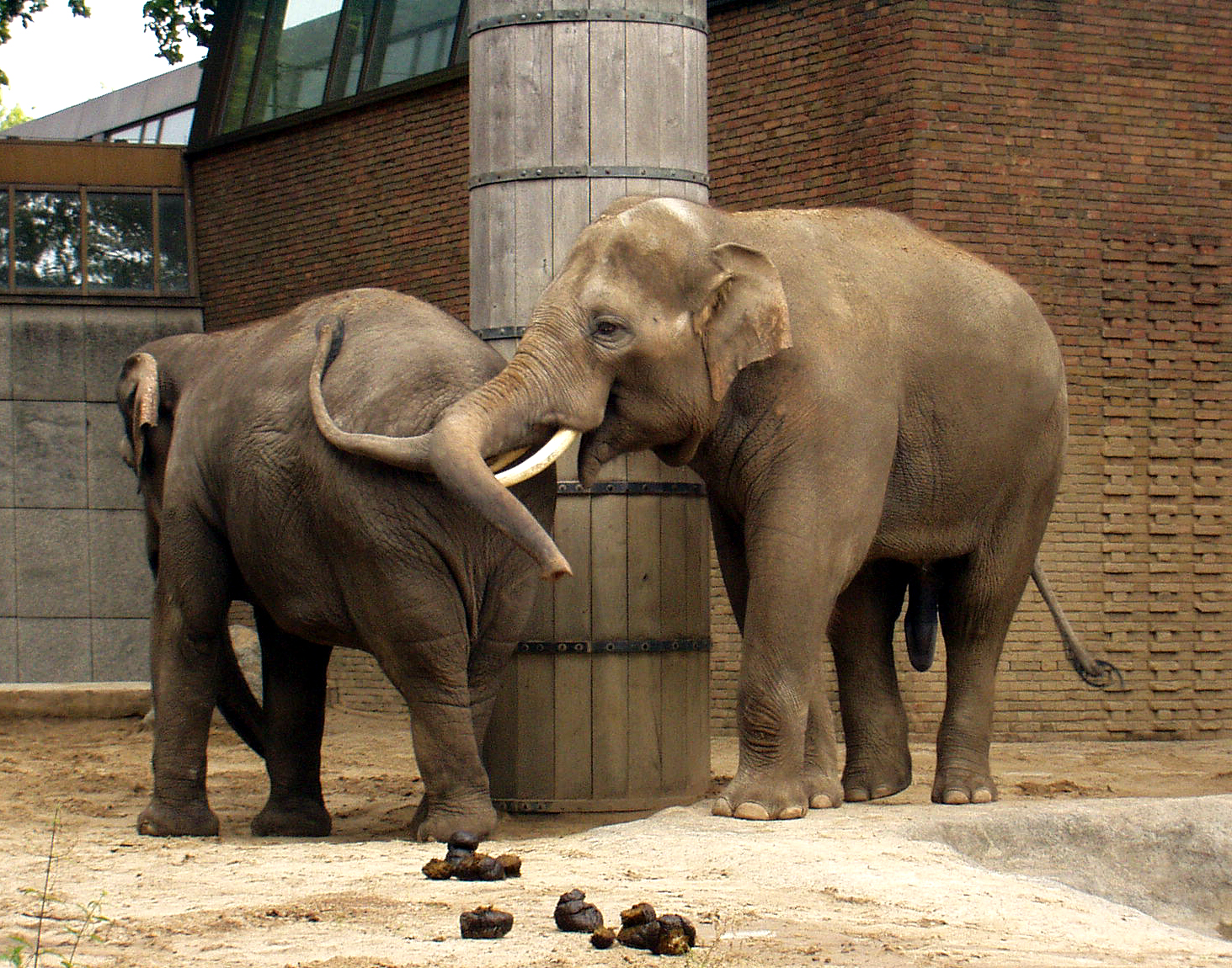
Aziatische olifanten

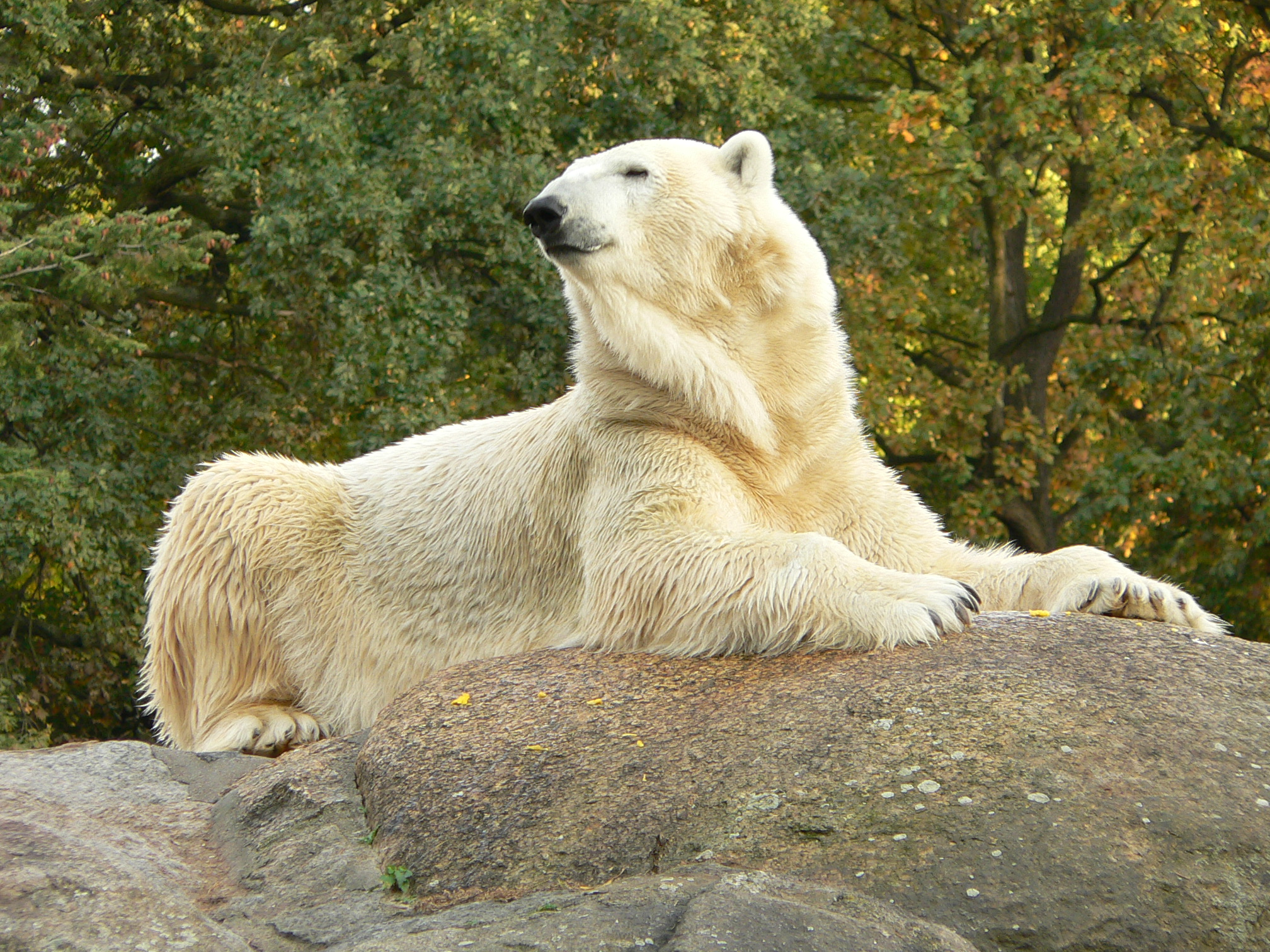
IJsbeer in Zoo Berlin

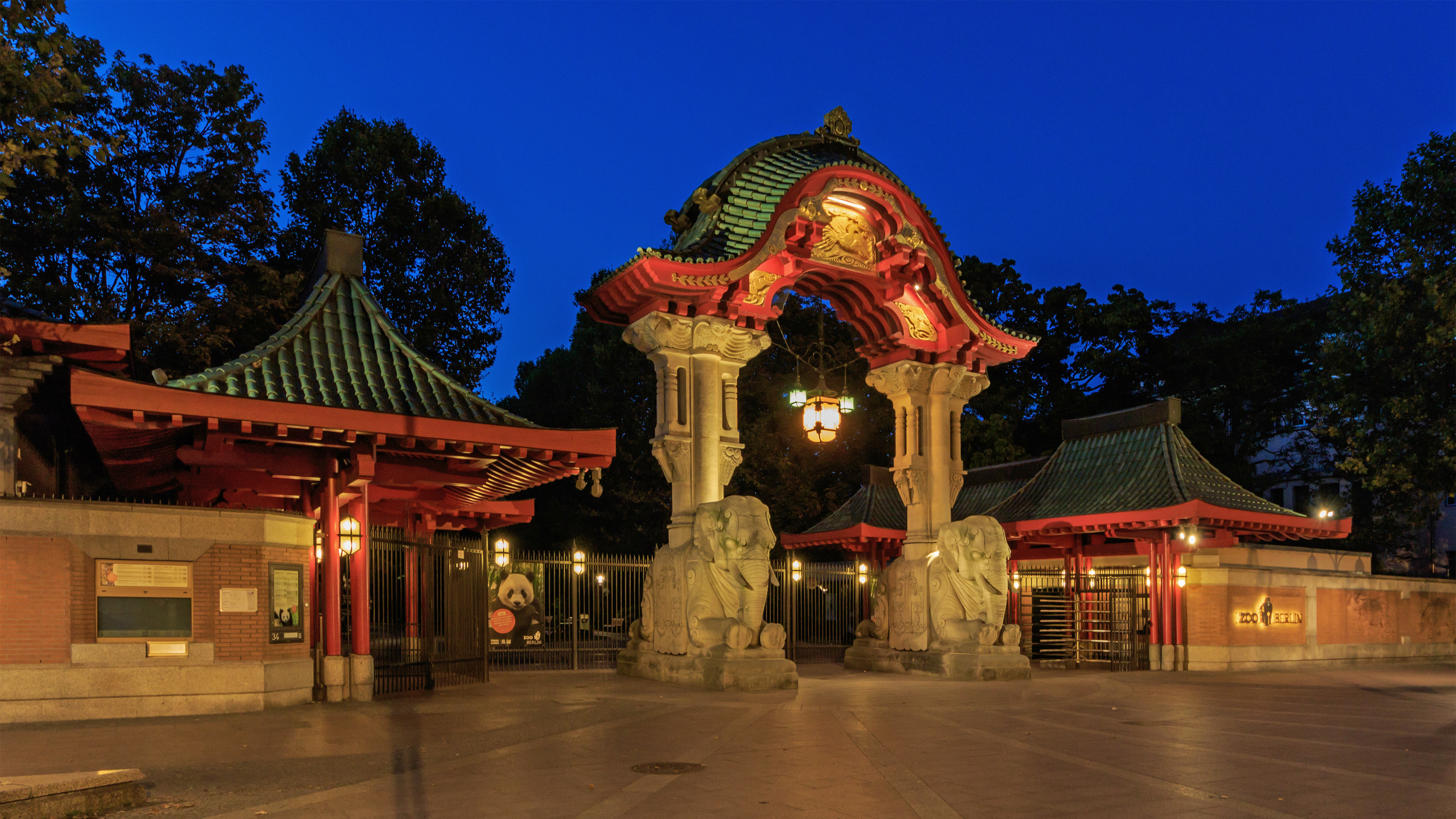
De Elefantentor aan de Budapester Straße

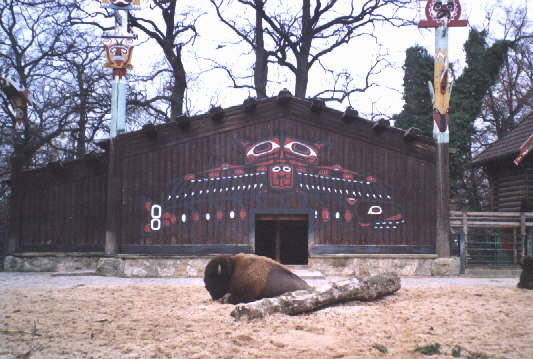
Bizons in Zoo Berlin

### Roofdierenhuis
Het roofdierenhuis is het op drie na grootste gebouw van de Zoologischer Garten. Rond het roofdierenhuis liggen twee grote buitenverblijven voor leeuwen en tijgers, het voormalige verblijf van reuzenpanda Bao Bao dat sinds 2021 toebehoort aan kleine panda's, en veel verblijven voor andere roofdieren. Het huis bestaat uit twee vleugels en een centrale hal. In de noordelijke vleugel bevinden zich de binnenverblijven voor tijgers en Perzische panters. In de centrale hal ligt de trap naar het nachtdierenhuis in de kelder, de binnenverblijven voor leeuwen en jaguars, en er hangen informatieborden over verschillende onderwerpen. In de zuidelijke vleugel leven vele soorten mangoesten en kleine katten.

### Nachtdierenhuis
Het Nachttierhaus werd in 2007 heropend na een grote opknapbeurt. Nu zijn veertien ruime verblijven ingericht die geografisch georiënteerd zijn voor in totaal meer dan twintig diersoorten. Het eerste verblijf stelt een Afrikaans savannelandschap voor met onder meer aardvarkens. Andere verblijven bevatten dieren uit de regenwouden van Madagaskar, Zuidoost-Azië en Zuid-Amerika, de woestijnen van Australië en Afrika en een collectie Zuid-Amerikaanse vleermuizen.

### Aquarium
Het Aquarium bevindt zich aan de zuidrand van de Zoologischer Garten, maar is ook los van de dierentuin te bezoeken. Het gebouw stamt oorspronkelijk uit 1913 en is daarmee het op een na oudste gebouw van de zoo dat nog overeind staat. Het Aquarium bestaat uit drie verdiepingen: op de begane grond bevinden zich aquaria voor vissen, op de eerste verdieping terraria voor reptielen en op de tweede verdieping leven amfibieën en geleedpotigen. In het aquariumgedeelte worden onder andere de arapaima en de kaphamerhaai gehouden.
Op de eerste verdieping bevinden zich meer dan 40 terraria voor reptielen die gelegen zijn rondom de centrale krokodillenhal. Bijzondere bewoners zijn hier de brughagedissen, een soort die alleen op Nieuw-Zeeland in het wild voorkomt en waarvan de Zoologischer Garten de enige exemplaren op het Europese vasteland houdt. Op de tweede verdieping leven tal van amfibieën, geleedpotigen en kleine reptielen. Bijzonderheden zijn hier de zwarte weduwen, de bladsnijdersmieren en de reuzensalamanders.

### Apenhuis
Het apenhuis bestaat uit twee delen; een deel voor de mensapen (gorilla's, orang-oetans, chimpansees en bonobo's) en een deel voor andere primaten. In totaal leven er in het huis zo'n 20 soorten.

### Antilopenhuis
Het antilopenhuis is in 1872 gebouwd en is daarmee het oudste nog overeind staande gebouw in de zoo. Anno 2022 biedt het gebouw plaats aan giraffen en vier soorten antilopen: sitatoenga's, defassa-waterbokken, litschiewaterbokken en gerenoeks. De binnenkant van het huis is vormgegeven als een klein Afrikaans landschap.

### Nijlpaardenhuis
Het in 1997 geopende nijlpaardenhuis oogt als een van de modernste verblijven van het park. Het gebouw bestaat uit twee grote koepels van plexiglas en is dus erg licht. In het huis zijn drie verblijven: twee verblijven voor dwergnijlpaarden en een groot bassin voor gewone nijlpaarden. Het nijlpaardenverblijf is zo gemaakt dat de dieren zich al zwemmend van het binnen- naar het buitenverblijf kunnen begeven. Deze verbinding kan worden afgesloten met een sluis. Om het gebouw heen bevinden zich drie buitenverblijven: aan de westkant een voor nijlpaarden en nyala's en aan de oostkant verblijven voor dwergnijlpaarden en knobbelzwijnen. In 2007 leefden er vijf nijlpaarden, vier dwergnijlpaarden, drie nyala's en vijf knobbelzwijnen.

### Vogelhuis en fazanterie
Het vogelhuis is een van de grootste gebouwen van de dierentuin en na het Aquarium het soortenrijkste. Het huidige vogelhuis werd in 2016 geopend op dezelfde locatie waar daarvoor ook een vogelhuis te vinden was. Het gebouw is onder te verdelen in vier vleugels waar respectievelijk vogels zijn ondergebracht uit Afrika, Azië, Zuid-Amerika en Australië. Het centrale gedeelte van het complex bestaat uit twee doorloopbare volières voor vogels uit het Aziatisch regenwoud en de Afrikaanse savanne. Tot de gehouden vogels behoren onder andere papegaaien, neushoornvogels en glansspreeuwen. Bijzondere bewoners zijn de kiwi's die zich er succesvol voortplanten en de grote collectie vruchtenduiven.
In de nabijgelegen fazanterie worden vele soorten hoendervogels, hokko's, zangvogels en kagoes gehouden. In de buurt van de fazanterie bevinden zich ook verblijven voor andes-, james- en dwergflamingo's, een volière met strandvogels en verblijven voor kraanvogels en kasuarissen.

### Pinguïnhuis en Robbenfelsen
Het pinguïnhuis werd geopend in 2002 en wordt bewoond door vier soorten pinguïns. Aan de buitenkant leven twee soorten subtropische pinguïns: de zwartvoetpinguïn en de humboldtpinguïn. In het huis leven rotspinguïns en koningspinguïns in een verblijf dat voorzien is van echte sneeuw. De nabijgelegen Robbenfelsen worden bewoond door zeeroofdieren. Anno 2022 zijn hier Californische zeeleeuwen en zeehonden te zien.

### De westkant van het park
Het westen van de dierentuin grenst aan Station Berlin Zoologischer Garten en de Hardenbergplatz alwaar men via de ingang Löwentor het park kan betreden. Aan deze kant van het park liggen vele dierenverblijven. Naast het eerder beschreven nijlpaardenhuis liggen hier ook het olifantenhuis en het neushoornhuis. Verder liggen hier een aantal kunstrotsen voor berggeiten, een huisje voor duiven- en kippenrassen, de verblijven van de roofvogels en een grote vijver met flamingo's.

### De noordkant van het park
Deze zijde van de dierentuin grenst aan het Landwehrkanal. Naast het eerder beschreven vogelhuis, de fazanterie, het pinguïnhuis en de Robbenfelsen liggen hier de verblijven voor de grote beren, neusberen, hyenahonden, wolven en otters. Ook bevindt zich hier een ongeveer 1000 vierkante meter grote volière die bewoond wordt door andescondors en andere Zuid-Amerikaanse vogels.

### De oostkant van het park
Dit gedeelte wordt voornamelijk bewoond door Afrikaanse hoefdieren. Hier leven de zebra's, elandantilopen, gemsbokken, bongo's, sabelantilopen, okapi's en zwarte neushoorns. Ook ligt hier een verblijf voor reuzenmiereneters en worden een aantal vijvers bewoond door vele eendensoorten.

### Het zuiden van het park
De zuidkant van de dierentuin ligt aan de Budapester Straße. In dit gedeelte van het park liggen naast het apenhuis, het roofdierenhuis en het Aquarium ook vijvers voor pelikanen en aalscholvers, de zogeheten knaagdierenrots met stokstaartjes en stekelvarkens, en de historische apenrotsen met mantelbavianen en baardapen. Bezoekers kunnen aan deze zijde het park betreden via de als pagode vormgegeven ingang Elefantentor met ernaast een verblijf met Indische antilopen.

### Het midden van het park
Centraal in de dierentuin bevinden zich het antilopenhuis, een in 2017 geopend verblijf voor een koppel reuzenpanda's en de verblijven voor zwijnen, runderen en herten. In het zwijnenhuis leven onder andere babiroesa's en witlippekari's. De stalgebouwen voor de runderen zijn allen vormgegeven naar de gebieden waar de respectievelijk gehouden soorten vandaan komen. Zo is er het Siamese runderhuis waar bantengs, gaurs en anoa's leven, ziet het binnenverblijf van de wisenten eruit als een Russische blokhut en is dat van de bizons versierd met indiaanse ornamenten en totempalen.

### De uitbreiding
In 1987 kreeg de dierentuin beschikking over een 2 hectare groot gebied in Tiergarten dat is ingevuld met zes grote dierenverblijven. Aan de oostkant liggen verblijven voor przewalskipaarden en rode reuzenkangoeroes. Verder liggen er drie grote gemeenschapsverblijven. Het eerste is een Zuid-Amerikaanse pampa met onder andere guanaco's, capibara's en nandoes. Het tweede verblijf wordt bewoond door parmawallaby's en emoes. Het derde verblijf wordt bewoond door verschillende Afrikaanse antilopen en struisvogels.

## Beroemde dieren (in volgorde van geboortejaar)

### Knautschke (1943-1988)
Knautschke was een legendarische nijlpaardenbul, die als een van de 91 dieren de oorlog overleefden. Na de oorlog werd hij samengezet met het enige nijlpaard van de Zoo Leipzig. Met haar kreeg hij een zoon en een dochter, Bulette die tot 2005 in de zoo leefde. Hij is vader van meer dan dertig nijlpaarden, die nu in heel Europa leven. In 1988 moest hij afgemaakt worden, nadat hij ernstig verwond was geraakt tijdens een gevecht met een zoon.

### Bao Bao (1978-2012)

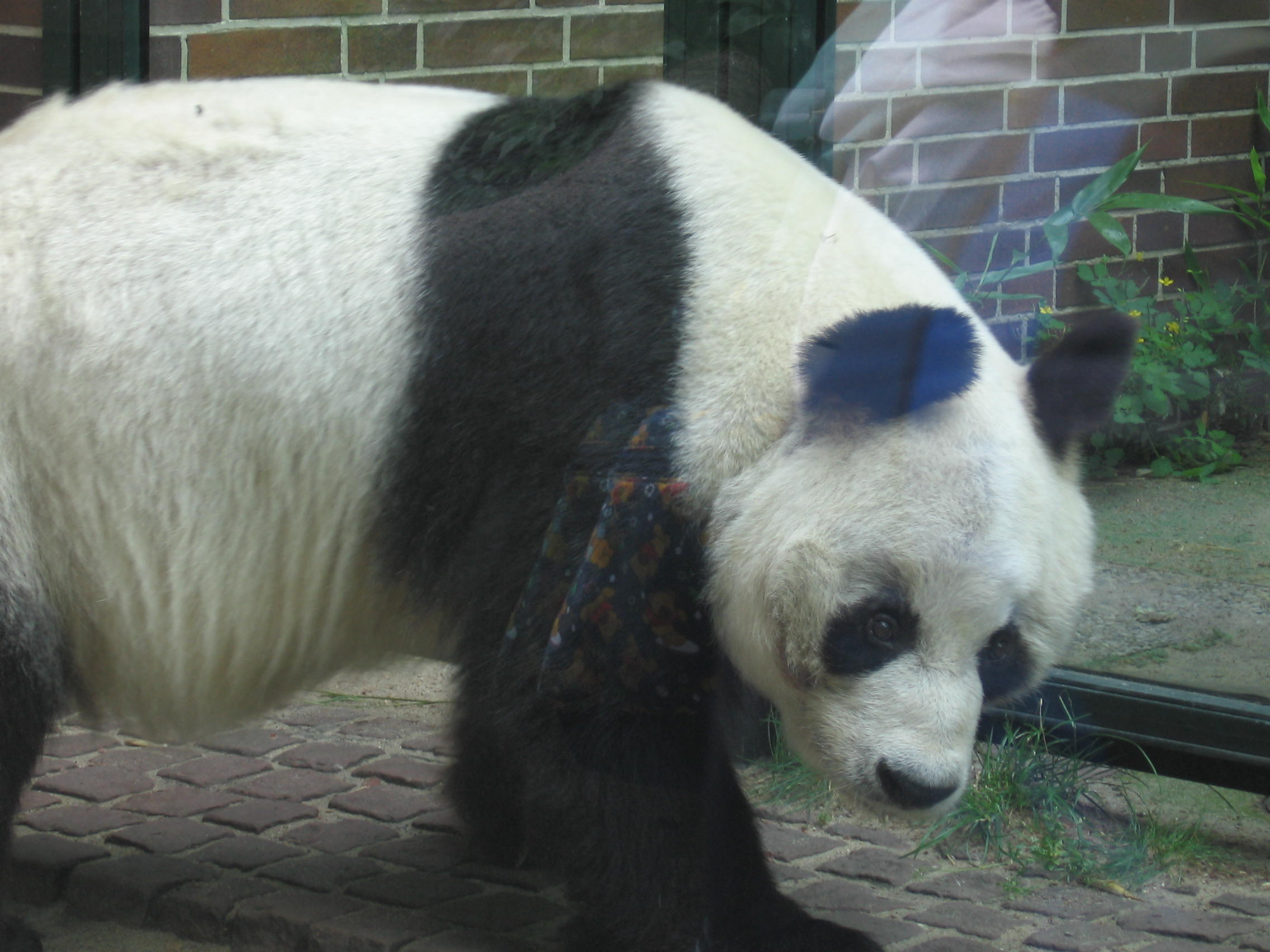
Bao Bao

Bao Bao (schatje) was een van de oudste bewoners van het park. De reuzenpanda was een lange tijd de oudste mannelijke panda in gevangenschap. Bao Bao werd in 1979 samen met Tjen Tjen door de Volksrepubliek China aan de toenmalige bondskanselier Helmut Schmidt geschonken. Deze schonk op zijn beurt beide pandaberen aan de Berlijnse dierentuin, waar ze op 5 november 1980 aankwamen. Bao Bao heeft gezelschap gehad van drie vrouwelijke panda’s. De eerste, Tjen Tjen, overleed al na een paar jaar, op 8 februari 1984, aan een virusinfectie. Voor zijn tweede partner verhuisde hij zelf in november 1991 naar de London Zoo om daar vrouwtjespanda Ming Ming gezelschap te houden. Hij keerde echter in mei 1993 alweer terug omdat de voortplantingspogingen niet alleen onsuccesvol waren, maar ook tot hevige strijd met Ming Ming leidden. Zijn derde partner, vanaf 1995, was Yan Yan, een door China aanvankelijk slechts tot 2002 uitgeleende reuzenpanda. Zij overleed uiteindelijk in maart 2007 aan een darmprobleem.
Bao Bao had meer dan 24 jaar dezelfde verzorger. De Zoologischer Garten meldde op 22 augustus 2012 dat Bao Bao op 34-jarige leeftijd was overleden in de dierentuin van Berlijn. Zijn gezondheid was de laatste maanden sterk achteruitgegaan.

### IJsberen

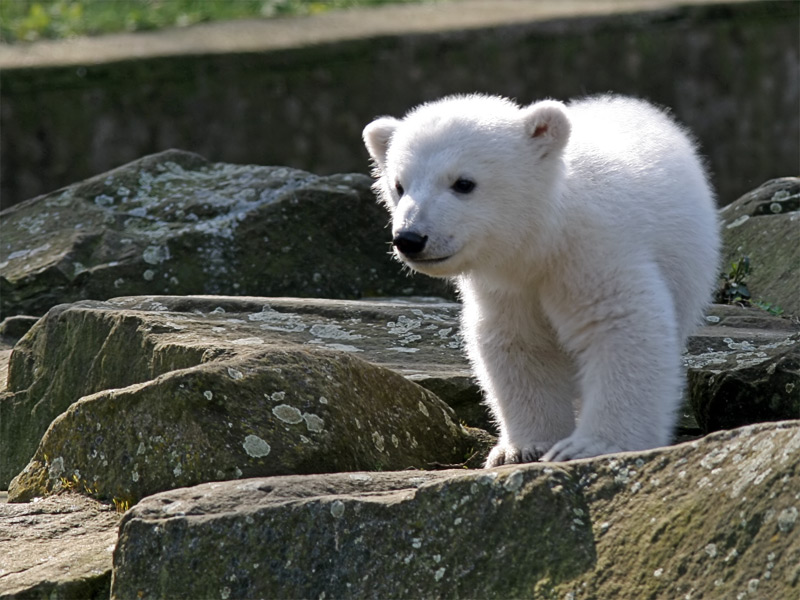
IJsbeertje Knut

De Tiergarten is bij het grote publiek vooral bekend om zijn ijsberen. Toen er in de jaren-1920 een tweetal van die dieren kwam, wilde heel Berlijn met hen op de foto. De directie loste dit op door twee mannen in ijsbeerpakken beschikbaar te stellen voor een kiekje. Tot in de jaren-1960 bleef deze faciliteit populair bij het publiek.
IJsbeer Knut werd geboren op vijf december 2006 en groeide in korte tijd uit tot een publiekslieveling. Knut werd door zijn moeder verstoten en zijn tweelingbroer/zus overleed na de geboorte. Als zijn verzorger Thomas Dörflein hem niet uit het verblijf had gehaald, had Knut het niet overleefd. Toen Knut voor de eerste keer naar buiten mocht, was er veel publiek naartoe gekomen. De kleine ijsbeer werd een grote publiekstrekker en zorgde voor een aanzienlijke toename van bezoekers in de dierentuin. Toch waren er ook mensen die wilden dat men Knut zou laten inslapen, omdat hij door mensen was opgevoed en dus nooit op een 'natuurlijke' manier volwassen zou worden. Inmiddels werd Knut het grootste deel van de dag alleen gelaten. Hij leefde in een kleiner verblijf naast de andere ijsberen. Begin juli werd de eenmiljoenste bezoeker bereikt sinds Knut naar buiten mocht, dit was een Nederlands echtpaar.
Het was de bedoeling dat Knut als fokdier zou gaan dienen, maar op 19 maart 2011 stierf hij in de dierentuin aan hersenfalen en verdronk in het water voor de ogen van de bezoekers. Na onderzoek werd in augustus 2015 bekendgemaakt dat een auto-immuunziekte die voorheen alleen bekend was bij mensen (anti-DMNA-receptor encefalitis) ten grondslag lag aan zijn dood.

## Fokprogramma’s
De Zoo Berlin werkt samen met de EAZA, de Europese vereniging voor aquaria en dierenparken. De EAZA heeft om soorten te behouden fokprogramma’s opgezet voor bedreigde soorten. Deze bestaan in twee varianten, de EEP de zware vorm waarin actief wordt geprobeerd soorten te behouden en de Europees Stamboek waarin alleen een lijst met gegevens wordt bewaard van elk dier. Een Europees Stamboek kan als blijkt dat het met de soort in dierentuinen niet goed gaat omgezet worden in een EEP. Elk fokprogramma wordt gecoördineerd in een dierentuin. Zoo Berlin coördineert de fokprogramma’s voor de amoerpanter, de brilbeer, de ringstaartmangoest, de smalstreepmangoest, de Grandidiermangoest, de vijfstreepmangoest, de bruine mangoest, de mierencivetkat, de Eupleres major, de fanaloka, de sterschildpad en de Geochelone platynota en neemt aan de volgende fokprogramma’s deel:
- EEP
Netgiraffe, okapi, damagazelle, bongo, algazel, anoa, banteng, wisent, kleine kantjil, zuidelijke poedoe, babiroesa, dwergnijlpaard, Zuid-Amerikaanse tapir, pantserneushoorn, przewalskipaard, grévyzebra, Aziatische olifant, zandkat, Noord-Indochinese tijger, Perzische panter, Amoerpanter, fossa, ijsbeer, brilbeer, lippenbeer, hyenahond, reuzenmiereneter, gorilla, orang-oetan, bonobo, zwartkoplar, uilenkopmeerkat, mandril, baardaap, kuifmakaak, rode titi, bosduivel, pinchéaapje, vingerdier, plompe lori, borstelstaartratkangoeroe, kappitta, hyacinthara, palawanpauwfazant, lammergier, andescondor, palmgier, heremietibis, kroeskoppelikaan, humboldtpinguïn, zwartvoetpinguïn, helmkasuaris, jamaica boa
- Europees Stamboek
Blesbok, grote koedoe, zwarte paardantilope, sitatoenga, nyala, kirks dikdik, rode bosbuffel, penseelzwijn, knobbelzwijn, nijlpaard, californische zeeleeuw, jaguar, rolstaartbeer, kraagbeer, maleise beer, bruine beer, fennek, aardvarken, luiaard, chimpansee, lar, siamang, hoelman, doeroecoeli, zwarte brulaap, muismaki, rode reuzenkangoeroe, panay-neushoornvogel, reuzentoekan, kea, soldatenara, kroonduif, dolksteekduif, zonneral, vale gier, koningsgier, aasgier, abdimooievaar, zwarte ooievaar, rotsspringer, koningspinguïn, luipaardhaai.

## Lijst van diersoorten

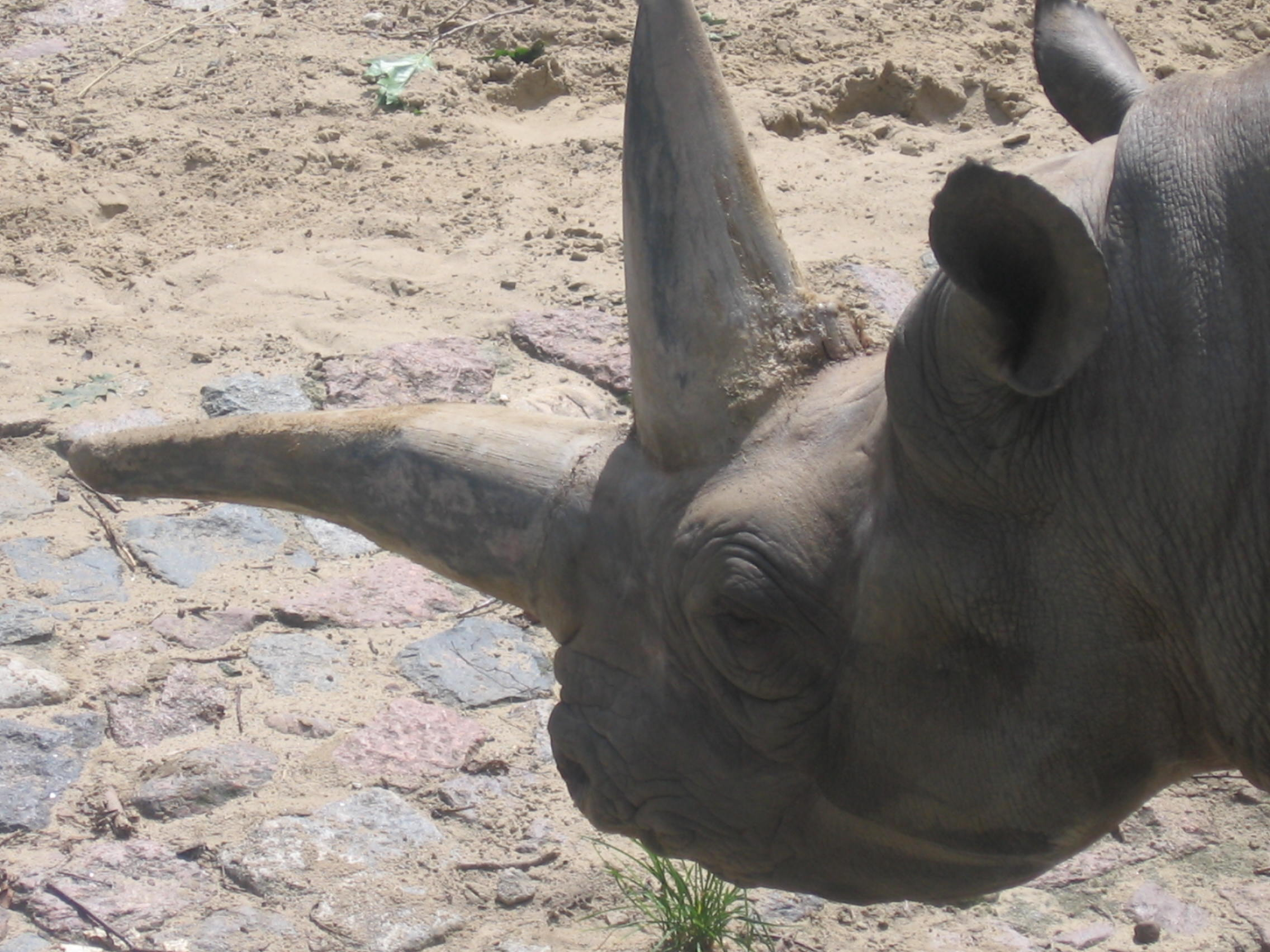
zwarte neushoorn

Dit is de situatie op 1 januari 2007.
- Totaal:14039 dieren verdeeld over 1439 soorten
- 1247 zoogdieren verdeeld over 203 soorten
- 2759 vogels verdeeld over 439 soorten
- 416 reptielen verdeeld over 78 soorten
- 455 amfibieën verdeeld over 46 soorten
- 4272 vissen verdeeld over 434 soorten
- 4890 geleedpotigen verdeeld over 239 soorten

### Zoogdieren

#### Buideldieren
- Parmawallaby
- Rode reuzenkangoeroe
- Borstelstaartratkangoeroe
- Suikereekhoorn

#### Primaten
- Mayotte maki
- Wikbuiklemuur
- Vingerdier
- Dwergmuismaki
- Plompe lori
- Senegalgalago
- Zwartkoplar
- Siamang
- Withandgibbon
- Sumatraanse orang-oetan
- Borneose orang-oetan
- Westelijke laaglandgorilla
- Chimpansee
- Bonobo
- Zwarte brulaap
- Bruine kapucijnaap
- Doodshoofdaapje
- Pinchéaapje
- Bosduivel
- Bruinrugtamarin
- Dwergzijdeaapje
- Gewoon penseelaapje
- Zwartoorpenseelaapje
- Rode titi
- Hanumanlangoer
- Mutslangoer
- Baardaap
- Kuifmakaak
- Mantelbaviaan
- Mandril
- Moormakaak
- Japanse makaak
- Ceylonkroonaap
- Uilenkopmeerkat

#### Roofdieren
- IJsbeer
- Bruine beer
- Kraagbeer
- Brilbeer
- Maleise beer
- Lippenbeer
- Reuzenpanda
- Rode neusbeer
- Rolstaartbeer
- Lepelhond
- Wolf
- Steppevos
- Fennek
- Hyenahond
- Stokstaartje
- Dwergmangoest
- Moerasmangoeste
- Ringstaartmangoest
- Smalstreepmangoest
- Fossa
- Tayra
- Aziatische kleinklauwotter
- Jaguarundi
- Indochina-tijger
- Leeuw
- Javaanse panter
- Perzische panter
- Amoerpanter
- Jaguar
- Poema
- Zandkat
- Amoerkat
- Californische zeeleeuw
- Zuid-Afrikaanse zeebeer
- Zeehond

#### Onevenhoevigen
- Grévyzebra
- Grantzebra
- Przewalskipaard
- Zuid-Amerikaanse tapir
- Zwarte neushoorn
- Pantserneushoorn
- Poitou ezel
- Dwergezel

#### Evenhoevigen
- Nijlpaard
- Dwergnijlpaard
- Babiroesa
- Baardzwijn
- Knobbelzwijn
- Penseelzwijn
- Witlippekari
- Dromedaris
- Kameel
- Vicuña
- Guanaco
- Lama
- Alpaca
- Barasinghahert
- Himalayamuskushert
- Siberisch muskushert
- Indische muntjak
- Zuidelijke poedoe
- Formosa sikahert
- Axishert
- Rendier
- Damhert
- Prins Alfredhert
- Pater-Davidshert
- Rood spieshert
- Kleine kantjil
- Okapi
- Netgiraffe
- Gaur
- Banteng
- Laaglandanoa
- Rode bosbuffel
- Amerikaanse bizon
- Wisent
- Waterbuffel
- Watoessirund
- Zeboe
- Hinterwalderrund
- Rode duiker
- Bongo
- Zwarte paardantilope
- Kirks dikdik
- Springbok
- Grote koedoe
- Blesbok
- Beisa
- Algazel
- Elandantilope
- Nyala
- Sitatoenga
- Defassa waterbok
- Damagazelle
- Basterdwaterbok
- Litschiewaterbok
- Indische antilope
- Manenschaap
- Siberische steenbok
- Himalayathargeit
- Japanse bosgems
- Tiroler geit
- Dwerggeit
- Kameroenschaap

#### Tandarmen
- Reuzenmiereneter
- Zesbandgordeldier
- Tweevingerige luiaard

#### Knaagdieren(selectie)
- Capibara
- Mara
- Stekelvarken
- Beverrat
- Canadese bever
- Kwaststaartstekelvarken
- Prevost reuzeneekhoorn
- Kaapse springhaas
- Alpenmarmot

#### Vleermuizen(selectie)
- Gewone vampier
- Nijlroezet

#### Overige zoogdieren (selectie)
- Aziatische olifant
- Aardvarken

### Vogels

#### Loopvogels
- Emoe
- Helmkasuaris
- Nandoe
- Struisvogel

#### Pinguïns
- Koningspinguïn
- Rotsspringer
- Humboldtpinguïn
- Zwartvoetpinguïn

#### Roofvogelsenuilen
- Andescondor
- Koningsgier
- Kalkoengier
- Kapgier
- Aasgier
- Vale gier
- Lammergier
- Witkopgier
- Palmgier
- Kuifcaracara
- Amerikaanse torenvalk
- Amerikaanse zeearend
- Afrikaanse zeearend
- Oorgier
- Laplanduil
- Maleise bosuil
- Bosoehoe
- Bengaalse oehoe
- Dwergooruil
- Steenuil
- Sperweruil

#### Flamingo's
- James' flamingo
- Andesflamingo
- Rode flamingo
- (Gewone) flamingo
- Chileense flamingo
- Kleine flamingo

#### Pelikaanachtigen
- Roze pelikaan
- Kroeskoppelikaan
- Amerikaanse witte pelikaan
- Roodrugpelikaan
- Brilpelikaan
- Aalscholver

#### Ooievaarachtigen(selectie)
- Ooievaar
- Zwarte ooievaar
- Magoeari
- Abdimooievaar
- Rode ibis
- Manenibis
- Heremietibis
- Bruine ibis
- Zwartmaskeribis
- Purperreiger
- Roze lepelaar
- Bonte reiger
- Schuitbekreiger

#### Papegaaien(selectie)
- Hyacintara
- Soldatenara
- Roodstaartraafkaketoe
- Cuba-amazone
- Roze kaketoe
- Kea
- Helmkaketoe

#### Kraanvogelachtigen(selectie)
- Saruskraanvogel
- Oostelijke kroonkraanvogel
- Kuifseriema
- Kagoe
- Zonneral
- Groenvleugeltrompetvogel

#### Overige vogels (selectie)
- Pauwkalkoen
- Palawan pauwfazant
- Vorkstaartscharrelaar
- Gekroonde tok
- Kookaburra
- Malabarneushoornvogel
- Incastern
- Reuzentoekan
- Zwartkruinpitta
- Kappitta
- Hoenderkoet
- Ekstergans
- Booteend
- Kuifmaina
- Nachthokko
- Waaierduif
- Dolksteekduif
- Sporenkievit
- Roelroel
- Schildraaf

### Reptielen(selectie)
- Brughagedis
- Nijlkrokodil
- Brilkaaiman
- Dwergkaaiman
- Neushoornleguaan
- Groene leguaan
- Korsthagedis
- Helmbasilisk
- Madagascarboa
- Groene anaconda
- Koningspython
- Matamata
- Gierschildpad
- Tijgerpython
- Boa constrictor
- Jemenkameleon

### Amfibieën(selectie)
- Chinese reuzensalamander
- Reuzenpad
- Pijlgifkikker

### Vissen(selectie)
- Luipaardhaai
- Zandtijgerhaai
- Verpleegsterhaai
- Zwartpuntrifhaai
- Gitaarrog
- Hondshaai
- Epaulethaai
- Arapaima
- Mekong Reuzenkatvis
- Sidderaal
- Afrikaanse longvis
- Zebramurene
- Vieroogvis
- Slijkspringer
- Koikarper
- Pacu